# ユースフ・アル＝カラダーウィー
ユースフ・アル＝カラダーウィー（アラビア語:يوسف القرضاوي; Yousef Al-Qaradawi, 1926年9月9日 - 2022年9月26日）は、エジプト出身のウラマー。国際ムスリムウラマー連盟会長。

## プロフィール
エジプトに生まれ、2歳で父を亡くし叔父に育てられる。1953年にカイロのアル＝アズハル大学を卒業、ムスリム同胞団に参加したためエジプト政府により何度も投獄され、1963年ついに追放されてカタールへ渡る。
カタールでは衛星放送局アルジャジーラの看板番組のひとつである「シャリーアと人生」のメインゲストを務め、毎回視聴者などから寄せられる社会生活上における問題についての質問に対し豊富なクルアーンの知識を活かして回答する。
イスラム界では最も著名な法学者の一人であり、彼の出すファトワーはアラブ社会のみならず全世界のイスラム教徒に対して絶大な影響力をもつ。非常に柔軟なクルアーンの解釈で知られ、女性の社会参加に寛容であったり、性生活に関して夫婦の自由意思を尊重するなどの立場をとっている。これが保守的なイスラム教徒からは欧米に迎合しているなどと批判されることもあるが、一方ではイスラエルに対するパレスチナ武装組織による自爆攻撃を支持したり、9・11同時多発テロに対するアフガニスタンへの報復攻撃に際してアフガニスタンを支持するなどの見解を出したことからテロリスト支援者と目されることもある。
彼の見解はヨーロッパで物議をかもしており 、2008年に英国、2012年にフランスへの入国を禁止された。
また国家を超えたイスラーム社会の団結のためにマスメディアやインターネットを有効に活用すべきであるという考え方の持ち主であり、自ら監修したウェブサイト「イスラーム・オンライン」を立ち上げるなど、積極的に新しいメディアを利用する姿勢でも知られる。1994年に「イスラム法への対処の研究」でキング・ファイサル国際賞イスラム研究部門を受賞。
息子の一人・アブドッラフマーンは、詩人。

## 主な見解
- パレスチナ武装組織によるイスラエルへの自爆攻撃に関して、「航空機や戦車を持たない者の自衛手段として正当である」とこれを擁護している。また従来はイスラム法で禁止されていた女性への攻撃も、女性兵士への攻撃に限り、「イスラエルの女性は我々の社会における女性とは違う。彼女らは兵士だからだ」と容認している。
- イスラエルおよびアメリカ製品の不買運動に関して、敵を弱める有効な手段としてこれを推奨した。
- 2001年にサウジアラビアでポケモンが禁止されたことについて、これを支持した。（ポケットモンスター#イスラム諸国を参照）
- 9・11同時多発テロに関して、テロ実行犯を非難し、犯人は法によって裁かれるべきだとしている。ただし米英によるアフガニスタンへの報復攻撃に関しては、事実上これを容認したイスラム諸国会議機構を非難し、「同時多発テロの非難は当然だ。しかし、それを理由とした米英のアフガンに対する国家テロは非難すべきだ」と述べている。
- 2005年にフランス各地で発生したアラブ系住民の暴動に関して、遺憾の意を表し「ムスリム問題に対するフランス政府の立場はフェアで誠実、アメリカとは違う」「フランスのムスリムに賢明な対応を望む」と対話による解決を求めた。
- ローマ教皇ベネディクト16世が2006年にドイツの大学で行った講義の中で、14世紀の東ローマ皇帝マヌエル2世の「ムハンマドは、剣によって信仰を広めよと命じるなど、世界に悪と非人間性をもたらした」という言葉を引用しジハードを批判したことについて、「クルアーンには『宗教に強制はあってはならない』と記されている」「教皇はクルアーンを読まないでビザンチン皇帝とペルシャ人の対話を引用し、ムハンマドが剣をつかって布教をするなど暴力と冷酷をもたらしたと語るのは、中傷であり、無知である」「教皇は対話の扉を閉じて、新たな十字軍を準備したいのであろうか」「我々は教皇がすべての宗教と文明に対して、衝突と対立をやめて建設的な対話を呼びかけるよう求める」と非難した。
- カリフ制度の復活を主張しているが、2014年にイラクとシャームのイスラム国のアブー・バクル・アル＝バグダーディーがカリフを宣言した際には「残虐非道な行為と過激な思想で知られるグループによるカリフ任命は厳密なイスラム法の解釈によれば、まったく無効である」と断言した[5]。